# Comité national olympique chinois
Le Comité national olympique chinois  (en chinois, 中國奧林匹克委員會) est créé pour représenter la Chine au sein du mouvement olympique en 1910. Il représente d'abord la république de Chine et est reconnu par le CIO en 1922. Son siège est ensuite déplacé à Nankin. Puis en 1951, il s'installe à Taipei en raison de la prise du pouvoir par les communistes sur le continent chinois. À Nagoya, le CIO déclare que la république populaire de Chine représenterait la Chine au sein du mouvement olympique, par le biais du Comité olympique chinois et demande à la république de Chine de ne plus utiliser son nom et son drapeau. Un comité chinois de Taipei est créé pour représenter les sportifs de Taïwan.

## Historique
- 1910, fondation du Comité national olympique chinois (中國奧林匹克委員會) dans l'empire chinois agonisant, pour représenter la Chine au sein du mouvement olympique,
- 1922, reconnaissance du CNO par le CIO,
- 1924, première délégation d'athlètes chinois aux Jeux (tennis),
- 1932, la république de Chine (ROC) participe pour la première fois en tant que « Chine »,
- 1951, le CNO chinois quitte Nankin pour Taipei,
- 1951, un CNO de la RPC est organisé à Pékin,
- 1952, la RPC et la ROC participent toutes deux aux Jeux olympiques d'Helsinki, mais l'équipe de la ROC se retire pour protester contre la dénomination de « Chine (Formose) » qui lui est attribuée,
- 1954, le CIO adopte une résolution reconnaissant la RPC comme Comité olympique chinois (中国奥林匹克委员会). Le CIO invite la RPC à participer aux Jeux de Melbourne en 1956 mais la délégation chinoise est retirée pour protester sur le problème des deux noms,
- 1958, la RPC se retire du mouvement olympique et des fédérations sportives internationales. Le professeur Tung Hou Yi, membre du CIO, démissionne,
- 1960, à Rome, seule « Formose » participe, lors du défilé de la cérémonie d'ouverture, l'équipe se présente avec une pancarte « Under Protest »,
- 1979, à Nagoya, le CIO reconnaît le CNO de la PRC comme le seul représentant de la Chine et le CNO de la ROC est renommé Chinese Taipei Olympic Committee ou Comité olympique de Taipei chinois.